# 김홍육
김홍육(金弘六, 1896년 9월 28일 ~ ?)은 일제강점기의 경찰로, 본적은 함경북도 무산군 서하면 흥암동이다.

## 생애
1925년 11월 24일 함경북도 삼장경찰서 순사로 임명되었고 1925년 11월 30일부터 1934년 7월 7일 퇴직할 때까지 국경 경비 임무를 수행했다. 함경북도 삼장경찰서 순사로 재직 중이던 1931년 9월부터 1934년 3월까지 국경 경비 임무를 수행했다. 17차례에 걸쳐 국경을 넘은 뒤 일본군과 공동으로 전투에 참여하는 한편 통역 임무, 정보 수집 및 제공 임무를 수행하여 항일 무장 세력에 대한 무력 탄압에 적극 협력했다.
1934년 3월 1일 만주국 정부로부터 건국공로장을 받았으며 1934년 4월 29일 만주사변에 적극 협력한 공로를 인정받아 일본 정부로부터 훈8등 욱일장을 받았다. 1934년 8월 27일 일본 정부의 만주 사변 종군 기장에 상신되었고 1935년 7월 26일 훈공 을(勳功 乙)을 받았다.
친일반민족행위진상규명위원회가 발표한 친일반민족행위 705인 명단에 포함되었다.

## 참고자료
- 친일반민족행위진상규명위원회 (2009). 〈김홍육〉. 《친일반민족행위진상규명 보고서 Ⅳ-4》. 서울. 672~677쪽.